# Фріц Веппер
Пітер ПенФріц Веппер (нім. Fritz Wepper, 17 серпня 1941 — 25 березня 2024) — німецький актор кіно і телебачення. Найбільш відомий за роллю інспектора Гаррі Кляйна у довготривалому кримінальному серіалі Інспектор Деррік (1974–1998). Веппер також запам’ятався ролями у фільмах Кабаре (1972) і Міст (1959), а також як мер Веллер у телесеріалі Um Himmels Willen (2002–2021).

## Життя і кар’єра
Фріц Веппер народився в сім'ї адвоката, який зник безвісти як солдат у Польщі в 1945 році. Свою акторську кар’єру він розпочав у віці одинадцяти років у постановці Пітер Пен. Першу важливу роль у кіно він отримав у фільмі Tischlein deck dich, екранізації казки братів Грімм The Wishing Table. Проривною стала роль молодого солдата в антивоєнному фільмі Бернхард Віккі Міст (1959), який отримав премію Золотий глобус за найкращий фільм іноземною мовою. Веппер зберігав популярність серед німецької аудиторії і в дорослому віці, знімаючись у кількох помітних німецьких фільмах 1960-х років.
У 1972 році він зіграв Фріца Венделя, німецького єврея, який видає себе за християнина, в оскароносній екранізації Кабаре. Його персонаж одружується з героїнею Марісою Беренсон, багатою єврейською спадкоємицею, на тлі невпинного зростання нацистської влади в Європі.
Його персонаж Гаррі Кляйн, помічник у довготривалому кримінальному серіалі Інспектор Деррік, став культовою постаттю по всьому світу. Він грав цю роль з 1974 по 1998 рік у 281 епізоді. До ролі Кляйна в Інспектор Деррік він грав того ж персонажа в популярному телевізійному серіалі Der Kommissar (1969–1976) від початку серіалу до 1974 року, коли його перевели в Інспектор Деррік. Гаррі Кляйна замінив його брат Ервін (зіграний реальним братом Фріца Веппера, Ельмаром). Брати з’явилися разом у телесеріалі Zwei Brüder (1994–2000), граючи двох різних братів, які полюють на злочинців і розв’язують складні справи. З 2002 року до скасування шоу в 2021 році Фріц Веппер грав підступного, але врешті добросердного мера Вольфганга Веллера в телесеріалі Um Himmels Willen, який протягом багатьох років був одним із найпопулярніших німецьких телесеріалів (з приблизно 7,2 мільйона переглядів на епізод).

## Особисте життя
Веппер одружився з Анжелою фон Морген у 1979 році. Його донька, Софі, також актриса; вони разом знімалися в кримінальному серіалі Mord in bester Gesellschaft між 2007 і 2017 роками. Веппер потрапив у заголовки жовтої преси, коли в 2009 році залишив фон Морген через значно молодшу Сюзанне Келлерманн (нар. 1974). У нього є донька (нар. 2012) від стосунків із Келлерманн, але згодом він повернувся до дружини. Анжела фон Морген померла в січні 2019 року у віці 76 років після крововиливу в мозок. У 2020 році Веппер одружився з Сюзанне Келлерманн.
Після знайомства під час зйомок Кабаре у 1971 році Веппер і Лайза Міннеллі залишилися близькими друзями.
Фріц Веппер помер у Мюнхені 25 березня 2024 року у віці 82 років, менш ніж через шість місяців після смерті його брата Ельмара.

## Вибрана фільмографія
- The Dark Star (1955)
- Tischlein deck dich (1956) .... Мішель із зеленим кашкетом
- Rübezahl (1957) .... (без зазначення в титрах)
- Eine verrückte Familie (1957) .... Герман Бунцель
- Zwei Matrosen auf der Alm (1958) .... Учень перукаря
- The Crammer (1958) .... (без зазначення в титрах)
- The Angel Who Pawned Her Harp (1959) .... Крістіан
- Міст (1959) .... Альберт Муц
- My Schoolfriend (1960) .... Пауль (без зазначення в титрах)
- Question 7 (1961) .... Гайнц Демерт – молодіжний лідер
- Our Town (1961, телефільм) .... Джордж Гіббс
- Miracle of the White Stallions (1963) .... Вершник Ганс
- The River Line (1964) .... Філіп
- Three Rooms in Manhattan (1965) .... Фаб’єн (без зазначення в титрах)
- When Night Falls on the Reeperbahn (1967) .... Тілль Фосс
- The Doctor of St. Pauli (1968) .... Гайн Юнгерманн
- Das Go-Go-Girl vom Blow-Up (1968) .... Петер Мертенс
- Der Kommissar (1968–1974, телесеріал, 66 епізодів) .... Гаррі Кляйн
- The Man with the Glass Eye (1969) .... Лорд Брюс Шерінгем
- On the Reeperbahn at Half Past Midnight (1969) .... Тілль Шіппманн
- Slap in the Face (1970) .... Петер Тербанкс (голос, без зазначення в титрах)
- We'll Take Care of the Teachers (1970) .... Губерт Бем
- The Games (1970) .... Грегорі Кованда
- Butterflies Don't Cry (1970) .... Ганс Енгельманн
- Nachbarn sind zum Ärgern da (1970) .... Юрген
- Кабаре (1972) .... Фріц Вендел
- Sie nannten ihn Krambambuli (1972) .... Момме Ліннау
- Der Ehefeind (1972)
- Інспектор Деррік (1974–1998, телесеріал, 281 епізод) .... Гаррі Кляйн
- Le Dernier Combat (1983) .... Капітан
- Zwei Brüder (1994–2001, телесеріал, 17 епізодів) .... Крістоф Талер
- Drei in fremden Betten (1996, телефільм) .... Отто Кеніг
- Die blaue Kanone (1999, телефільм) .... Гаррі Гросс
- Murder on the Orient Express (2001, телефільм) .... Вольфганг Буц
- Vera Brühne (2001, телефільм) .... Адвокат д-р Вальнер
- Hochwürden wird Papa (2002, телефільм) .... Оскар Лінднер
- Um Himmels Willen (2002–2021, телесеріал, 264 епізоди) .... Вольфганг Веллер
- Männer im gefährlichen Alter (2004, телефільм) .... Генрі Малєк
- Derrick – Die Pflicht ruft! (2004) .... Гаррі Кляйн (голос)
- Ein Engel namens Hans-Dieter (2004, телефільм) .... Ганс-Дітер Ангойзер
- Rikets Røst (2007, телесеріал, 3 епізоди) .... Гаррі Кляйн
- Ein unverbesserlicher Dickkopf (2007, телефільм) .... Бальтазар Пелькофер
- Mord in bester Gesellschaft (2007–2017, телесеріал, 15 епізодів) .... Д-р Венделін Вінтер
- Unser Mann im Süden (2008, телесеріал, 4 епізоди) .... Консул Генріх Гаммерштайн
- Baby frei Haus (2009, телефільм) .... Курт Шолльвер
- Lindburgs Fall (2011, телефільм) .... Петер Ліндбург

## Зовнішні посилання
- Фріц Веппер на сайті IMDb (англ.)
- Фільмографія Фріца Веппера в The New York Times
- Фріц Веппер на сайті Discogs (англ.)